# Кролевецька волость
Кролевецька волость — історична адміністративно-територіальна одиниця Кролевецького повіту Чернігівської губернії з центром у повітовому місті Кролевець.
Станом на 1885 рік складалася з 31 поселень, 25 сільських громад. Населення — 10 307 осіб (4927 чоловічої статі та 5380 — жіночої), 1652 дворових господарства.
|                     | Площа, десятин | У тому числі орної, дес. |
| ------------------- | -------------- | ------------------------ |
| Сільських громад    | 10578          | 7672                     |
| Приватної власності | 13986          | 4388                     |
| Казенної власності  | 50             | —                        |
| Іншої власності     | 119            | 55                       |
| Загалом             | 24733          | 12115                    |

Найбільші поселення волості на 1885 рік:
- Андріївка (приєднано до м. Кролевець) — колишнє державне й власницьке село при річці Рудка, 807 осіб, 147 дворів, православна церква, 2 постоялих будинки.
- Бистрик — колишнє державне й власницьке село при річках Реть і Бистриця, 1707 осіб, 253 двори, православна церква, школа, 2 постоялих будинки, лавка, водяний млин.
- Гарячий — колишній власницький хутір, 5 осіб, 1 двір, поштова станція.
- Грузьке — колишнє державне й власницьке село при болоті, 538 осіб, 78 дворів, православна церква, постоялий будинок.
- Добротове — колишнє державне й власницьке село при річці Коропець, 1632 особи, 309 дворів, православна церква, школа, 2 постоялих будинки, лавка.
- Поділ — колишнє державне й власницьке село при річці Реть, 601 особа, 135 дворів, православна церква, постоялий будинок.
- Реутинці — колишнє державне й власницьке село при річці Реть, 1127 осіб, 216 дворів, православна церква, 2 постоялих будинки.

1899 року у волості налічувалось 7 сільських громад, населення зросло до 18 491 особа (8827 чоловічої статі та 9666 — жіночої).